# 井上源三
井上 源三（いのうえ もとみ、1954年7月8日 - ）は、日本の元総務官僚。総務省市町村課長、防衛省地方協力局長、内閣府審議官、日本消防協会理事長、地方自治研究機構理事長などを歴任。

## 人物・経歴
京都府出身。洛星中学校・高等学校を経て、東京大学法学部卒業。1977年 自治省入省。同年7月北海道地方課、財政課。その後、1982年6月に岩手県学事文書課長、地方課長、1990年4月に埼玉県財政課長、1993年4月に北九州市財政局長、1996年9月に自治省広報室長、1998年4月に地方分権推進委員会参事官、2000年7月に自治省固定資産税課長、2001年9月に自治省市町村課長、2004年7月に消防庁総務課長。
2005年9月に内閣官房内閣審議官（安全保障・危機管理担当）、イラク復興支援推進室長、国家安全保障会議準備室長、2008年8月に防衛省地方協力局長、2011年8月に防衛省装備施設本部長、2012年1月に内閣府政策統括官（沖縄施策担当）、2014年7月に内閣府審議官、2015年7月に退官。2015年11月に三菱UFJ信託銀行顧問、2017年8月に公益財団法人日本消防協会理事長、2019年6月に 一般財団法人地方自治研究機構理事長。
2024年11月3日、秋の叙勲で瑞宝重光章を受章。

## 著書
- 『議会（最新地方自治法講座 5 ) 』（編）ぎょうせい、2003年。